# 塘埔观音像
塘埔观音像（又名：渔湖观音像）是一尊来自广东省汕头市潮阳区关埠镇石井佛堂的大型观音像，2017年2月2日于揭阳市渔湖镇塘埔村发现，因此得名为塘埔观音。

## 来历
1998年，潮阳区关埠镇石井佛堂从台湾请来一尊大型观音像，曾经是莲花池池边的露天佛像；2013年9月，因台风天兔吹倒的大椰树砸坏观音像的右手手指和脚，2017年1月26日（农历丙申年十二月廿九日）漂流至榕江。
2017年2月2日（农历正月初六）于塘埔村榕江边被村民发现，当时观音像在水中呈站立姿态而未下沉或倾倒，除右手的手指和脚外均完好无缺；村民见此像纷纷围观和参拜，被认为是观音菩萨显灵。之后船只将观音像打捞上岸，暂时放置在附近的榕树下。2017年2月3日，观音像请到了一处室内，像上披一块红布，摆上鲜花和水果供奉。2017年2月6日（农历正月初十）修复观音像的右手手指，供奉在一座新建的小庙（即后来的塘埔观音阁）里。2017年3月16日（农历二月十九）举行杨净开观道场法会。

## 描述
塘埔观音像通体白色，材质似石似玉。右手持宝珠，左手垂下。
塘埔观音像供奉在当时发现地点的一棵榕树旁供游客参拜，在观音像的附近地区立有5块“往塘埔观音菩萨”的指路牌，其中有两块路牌被拆除。后小庙改造成观音阁，对联为“凤凰来仪箫韶揭岭歌盛世，坡岸庄严宝莲榕水诵梵音”。

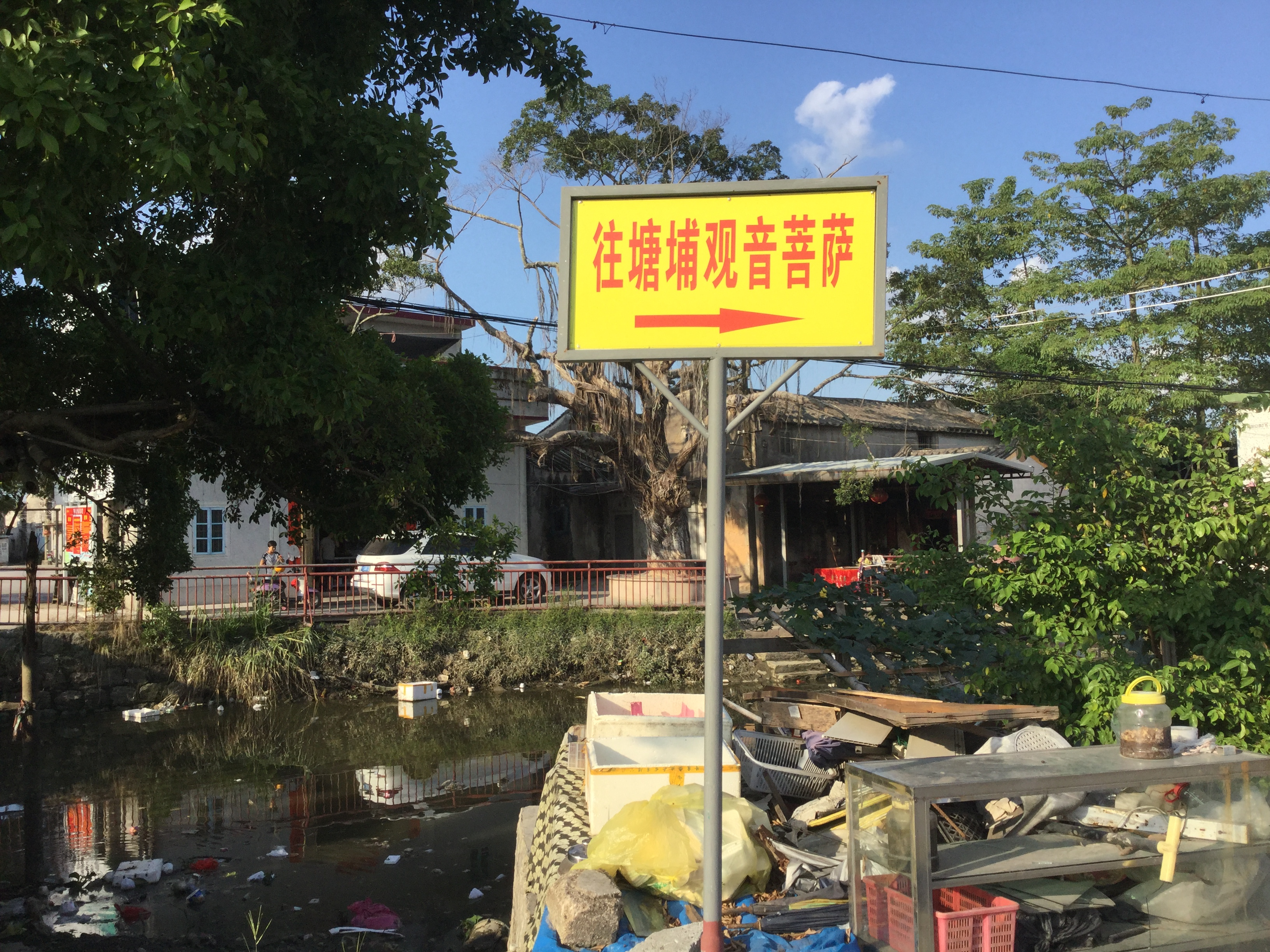
观音像附近“往塘埔观音菩萨”的黄色指路牌
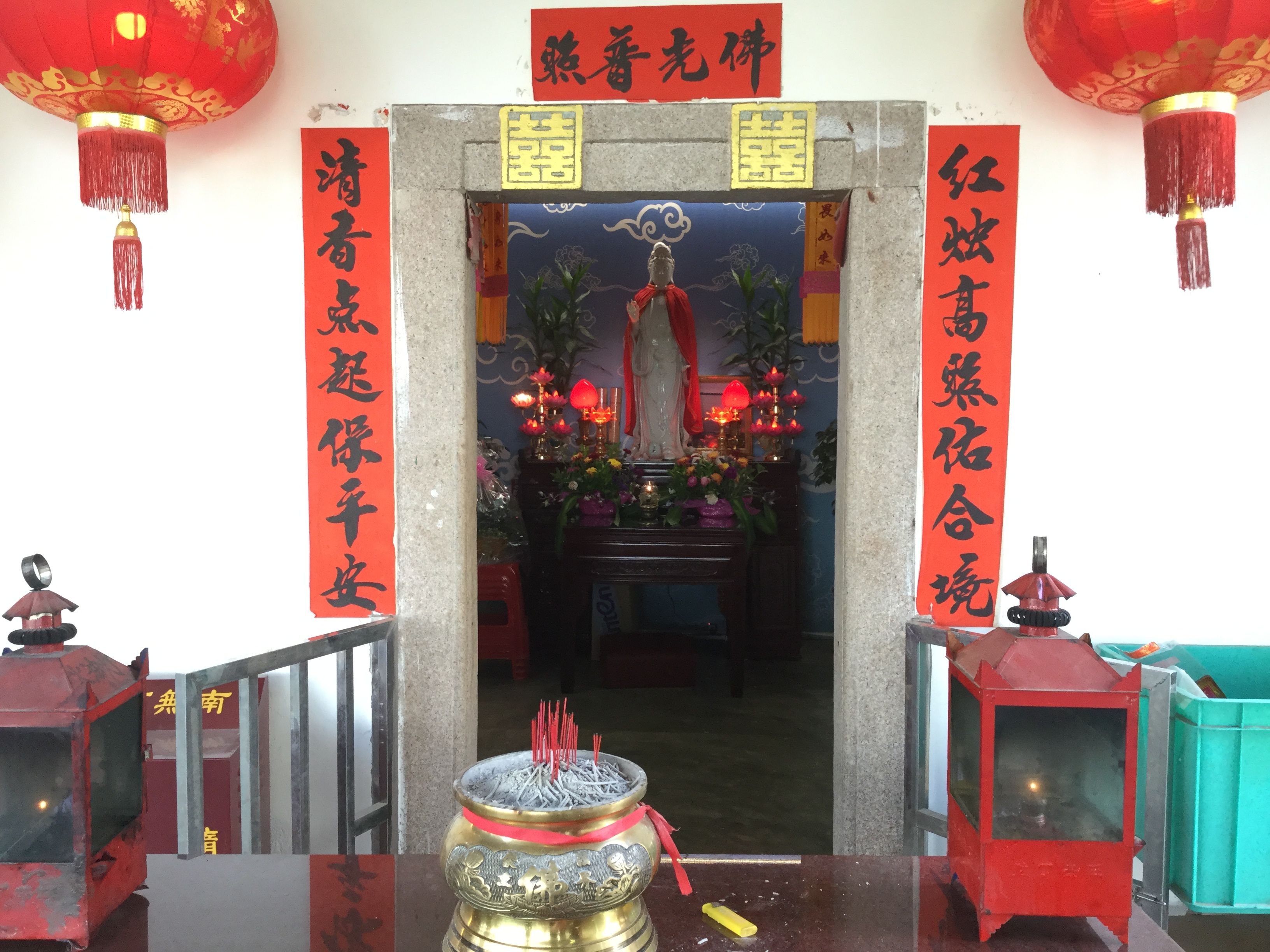
从门前远望塘埔观音像（2017年拍摄，当时观音阁未修缮）